# Die Finals – Berlin 2019
Unter der Bezeichnung Die Finals – Berlin 2019 fanden vom 30. Juli bis 4. August 2019 gleichzeitig zehn Veranstaltungen zu Deutschen Meisterschaften in Berlin statt.
Durch die zeitliche sowie örtliche Zusammenlegung der Veranstaltungen zu Deutschen Meisterschaften im Bahnradsport, Bogensport, Boxen, Kanusport, Modernen Fünfkampf, Schwimmen, Trial, Triathlon, Turnen sowie der Leichtathletik, analog zur European Championships 2018, erhoffte man sich eine größere mediale Aufmerksamkeit, besonders für weniger zuschauerträchtige Sportarten. Das Ereignis mit 202 Medaillenentscheidungen in 155 Disziplinen wurden durch die ARD und das ZDF im Fernsehen sowie im Internet live übertragen.

## Ausgetragene Deutsche Meisterschaften
Im Rahmen dieser ersten Ausgabe koordinierten neun deutsche Sportverbände gemeinsam zehn Veranstaltungen für Meisterschaftswettkämpfe.
- Bund Deutscher Radfahrer (BDR): Deutsche Meisterschaften im Bahnradsport 2019 und Deutsche Meisterschaften Trial 2019[4]
- Deutscher Schützenbund (DSB): Deutsche Meisterschaften im Bogensport 2019[5]
- Deutscher Boxsport-Verband (DBV): Deutsche Meisterschaften der Elite[6][7]
- Deutscher Kanu-Verband (DKV): Deutsche Meisterschaften im Kanu-Rennsport und Stand-Up-Paddling[8]
- Deutscher Leichtathletik-Verband (DLV): Deutsche Leichtathletik-Meisterschaften 2019
- Deutscher Verband für Modernen Fünfkampf (DVMF): Internationale Deutsche Meisterschaften im Modernen Fünfkampf 2019[9]
- Deutscher Schwimm-Verband (DSV): Deutsche Schwimmmeisterschaften 2019
- Deutsche Triathlon Union (DTU): Deutsche Meisterschaft Sprintdistanz
- Deutscher Turner-Bund (DTB): Deutsche Turnmeisterschaften 2019

## Wettkampfstätten

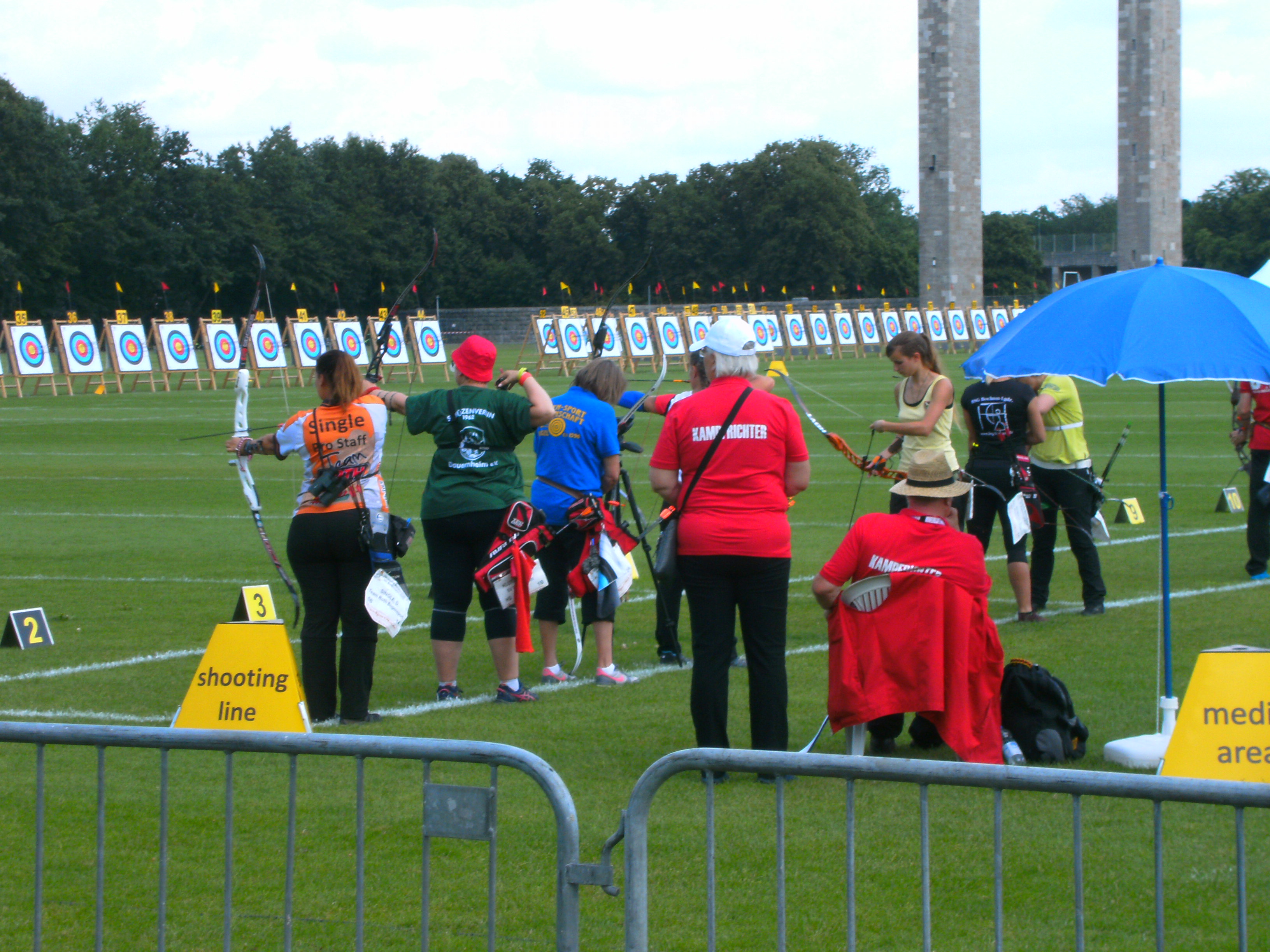
Deutsche Meisterschaften im Bogenschießen auf dem Maifeld.

Sämtliche Austragungsorte befanden sich in Berlin und konnten teilweise kostenlos besucht werden.
- „City-Spree“ (entlang der East Side Gallery) an der Oberbaumbrücke für Kanusport
- Friedrich-Ludwig-Jahn-Sportpark für Trial
- Kuppelsaal im Olympiapark für Boxen
- Max-Schmeling-Halle für Turnen
- Maifeld (Berlin) für Bogensport
- Olympiapark für Modernen Fünfkampf (Schwimmen, Fechten, Reiten)
- Olympiastadion für Leichtathletik
- Olympischer Platz für Bogensport (Gold- und Bronzmatch), Modernen Fünfkampf (Laufen, Schießen) und Triathlon (Ziel)
- Schwimm- und Sprunghalle im Europasportpark für Schwimmen
- Strandbad Wannsee für Triathlon (Start)
- Velodrom für Bahnradsport